# Sword and Fairy 7
A Sword and Fairy 7 (kínaiul: 仙剑奇侠传七) egy kínai fejlesztésű számítógépes RPG játék, amelyet 2021. október 15-én adtak ki. A játékot a Softstar Technology (Beijing) Co.,Ltd fejlesztette, és a Cube Game (方块游戏) adta ki. A játék a Sword and Fairy (Chinese Paladin) sorozat része, amely tulajdonképpen egy televíziós műsorként indult, így a játék ennek az adaptációja. 
A játék telis-tele van ősi kínai kulturális elemekkel, személyiségekkel, mitikus lényekkel. A tájak és a játékban látható építészeti stílus, illetve a grafika teljes mértékben a kínai világról lett mintázva. Kivételt élvez a démoni istenek lakhelye, amelynek a főépülete egy nyugati stílusú katedrálisra hasonlít. 
A Sword and Fairy 7 elérhető Steam-en, illetve a kínai WeGame platformján is. 

## Játékmenet
A játék során négy főhőssel találkozunk, illetve ezeket a karaktereket szabadon, váltogatva játszhatjuk és irányíthatjuk. Fejleszthetjük tárgyaikat, vértjüket, fegyverzetüket is. A menet során egy történetet kell végigjátszanunk, és bizonyos pontokon szabad kezet ad a játék, tehát saját kedvünk szerint bejárhatjuk a világot, és egyéb küldetéseket is teljesíthetünk a főbb feladatok mellett. 
Több világ létezik a Sword and Fairy 7-ben, ezek közül a halandók világa, az isteni és a démoni világ a legfontosabb. Mindegyik világ bejárható.

## Szereplők

### Főszereplők
Yue Qingshu (月清疏), a Mingshu (明庶) szekta egyik tagja, vele kezdődik a főbb játékmenet.
Xiuwu (修吾), aki egy isteni alak, viszont gyümölcs formájában a halandók világába került. A gyümölcsöt Yue Qingshu találja meg, majd nem sokkal a meglelést követően Xiuwu felfedi valódi alakját. Xiuwu a játék és történet elején nem ismeri kifejezetten az emberi fajt, így nem is rendelkezik bizonyos emberi tulajdonságokkal és érzésekkel. Ezeket az itteni világban töltött ideje alatt tanulja meg. A játék első pillanatai őt mutatják, és vele játszhatunk egészen addig, amíg a halandók világába nem zuhan.
Bai Moqing (白茉晴) egy varázslólány, aki a természeti elemek manipulálásával képes komoly sebzést okozni ellenfeleinek. Bai Moqing a neves Bai család tagja, akik a Lulong várost vezetik.
Sang You (桑游, gyakran: Yo) egy fiatal, humoros, vidám hangulatú egyéniség, aki a titokzatos Quanyin faluból származik. Képes mérgeket készíteni, illetve rendkívül ügyes íjász, és jól használja az íjpuskákat.

### Fontos mellékszereplők
- Yue Hanshan (月寒山): ő Yue Qingshu nagyapja, illetve a Mingshu szekta jelenlegi vezetője.
- Master Yuxia (沈欺霜): ő a Xianxia szekta vezetője, illetve Bai Moqing mestere.
- Ziqiu (子秋): ő egy isteni gyermek és egy kiválasztott, akit Aoxu isten kihasznál.
- Kuiyu (魁予): egykoron isten volt, mára már démon. A démoni világ egyik vezetője, rendkívül hatalmas erővel bíró személy.
- Chonglou (重樓): Chonglou a démonok leghatalmasabb vezetője, a legerősebb az összes közül. A történet elején miatta kerül Xiuwu a halandók világába, viszont a későbbiekben segíti a főhősöket a küldetésük során.

### Egyéb szereplők
- Aoxu
- Mengzhang
- Bai Songhuan
- Bai Zhongqiao
- Lingguang
- Jiutian Xuannu
- Xiezhi
- Youlian
- Zhankui
- Qiaoling
- Yun'er
- Ranlin